# NGC 2933
NGC 2933 هو اصطدام مجري، يقع في كوكبة الأسد. اكتشف في 1 أبريل 1864، وقد اكتشفه ألبرت مارث.

## روابط خارجية
- NGC 2933 على موقع ويكي سكاي: DSS2, SDSS, GALEX, IRAS, Hydrogen α, X-Ray, Astrophoto, Sky Map, Articles and images